# Bobrówka (powiat moniecki)
Bobrówka (białorus. Баброўка) – wieś w Polsce położona w województwie podlaskim, w powiecie monieckim, w gminie Jaświły.
Część Bobrówki stanowią Piaski, których sołtysem od 16 czerwca 2021 jest Sławoj Leszek Głódź.

## Kościół
W Bobrówce znajduje się kościół pomocniczy parafii św. Jana w Brzozowej pw. Matki Odkupiciela wybudowany staraniem - urodzonego tutaj - abpa Głódzia i mieszkańców, którzy na 50-lecie święceń kapłańskich abp. Głódzia (1970-2020), ufundowali pamiątkową tablicę, umieszczoną  19 lipca 2020 w miejscowym kościele. Murowaną świątynię zbudowano w latach 1989–1991 według projektu arch. inż. Andrzeja Poraszko z Białegostoku. 15 sierpnia 1990 kamień węgielny poświęcił bp Edward Ozorowski. Kościół konsekrowany został 25 sierpnia 1990 przez kard. F. Angeliniego, bp E. Kisiela i bp S.L. Głódzia.

## Historia
Wieś założono ok. 1557 Wieś królewska (sioło), należąca w 1602 do wójtostwa bobrowskiego starostwa knyszyńskiego, położona była w 1795 na ziemi bielskiej dawnego województwa podlaskiego. Od XVI w. Bobrówka należała do parafii w Kalinówce Kościelnej, a posługę duszpasterską zapewniali jej mieszkańcom kapłani obsługujący kościół filialny w Brzozowej. Po utworzeniu parafii w Brzozowej, Bobrówka znalazła się w jej granicach.
W latach 1954–1959 wieś należała i była siedzibą władz gromady Bobrówka, po jej zniesieniu w gromadzie Jaświły. W latach 1975–1998 miejscowość należała administracyjnie do województwa białostockiego.
Najstarsze pokolenie mieszkańców Bobrówki w codziennych kontaktach posługuje się gwarą języka białoruskiego, określaną przez nich mianem języka prostego (regionalną gwarą wschodniej Białostocczyzny, w której język polski ulega sąsiednim wpływom, m.in. białoruskim), mimo iż mieszkańcy wsi nigdy nie wykształcili białoruskiej tożsamości narodowej i określają się jako Polacy. W literaturze dialektologicznej nazywani są oni białoruskojęzycznymi katolikami. Współcześnie białoruskiej gwarze mieszkańców Bobrówki grozi całkowite wyginięcie.